# Incrustación (arte)

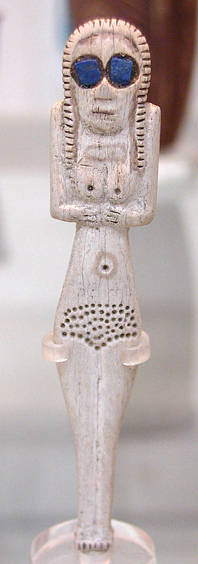
Figurilla de hueso de la cultura de Naqada con incrustaciones de lapislázuli en los ojos.

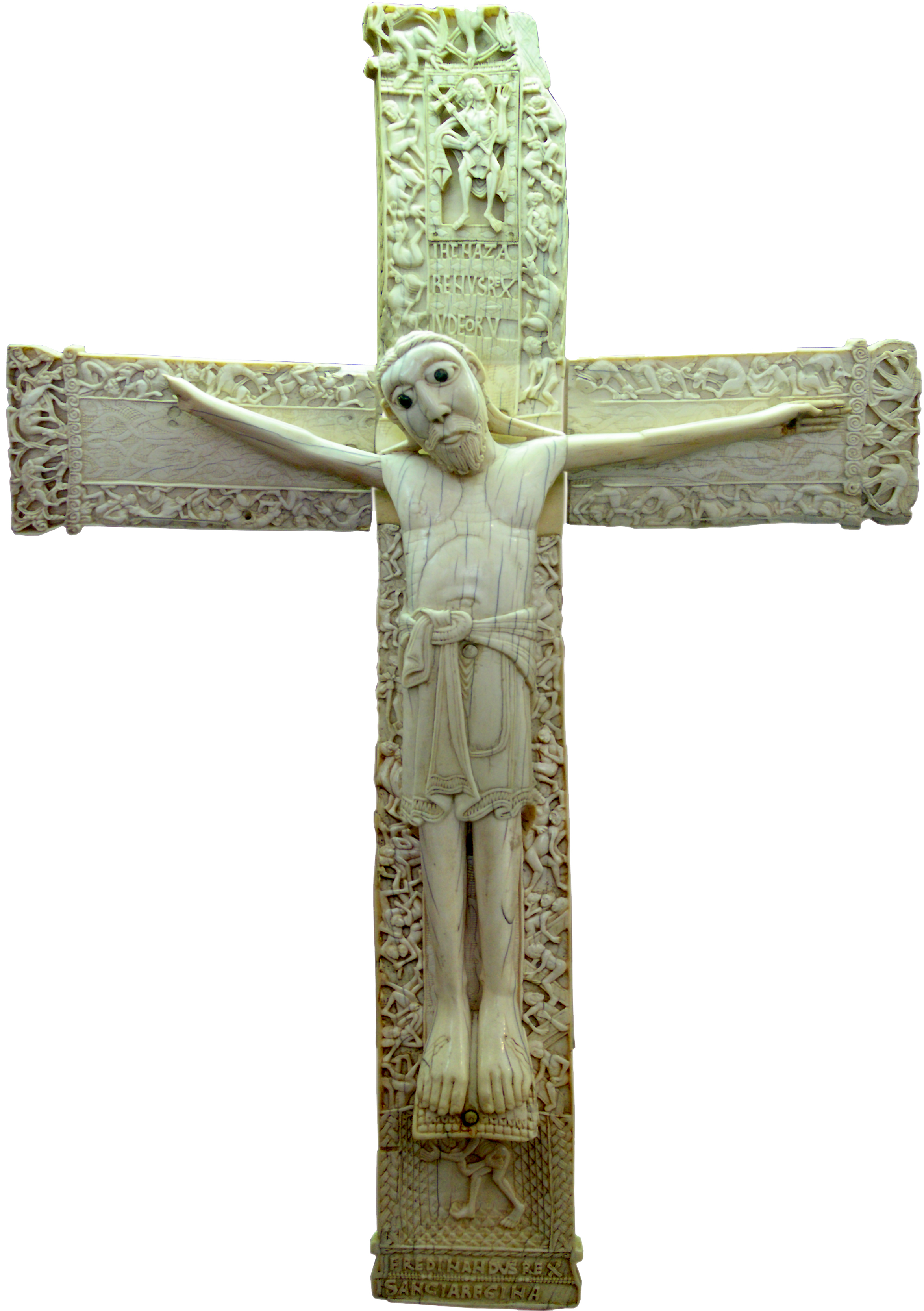
Cristo de don Fernando y doña Sancha en marfil con incrustaciones de zafiro en sus ojos procedente de la basílica de San Isidoro de León, hoy en el MAN (España).

La incrustación (del latín incrustatio, "revestimiento", de crusta, "costra", "corteza") es un motivo decorativo por el que se inserta un tipo de material en un hueco previamente vaciado de otro material distinto, usualmente ajustados sus contornos y al mismo nivel en la superficie. 
La incrustación cubre varias técnicas en escultura y artes decorativas utilizando una gran variedad de materiales tanto para la base como para las incrustaciones insertadas en ella como piedra, marfil, vidrio, metal, etc. La incrustación se usa comúnmente en la producción de muebles decorativos, donde se insertan en la superficie piezas de madera de diferente color, metales preciosos e incluso diamantes utilizando varias matrices, incluyendo capas transparentes y lacas.

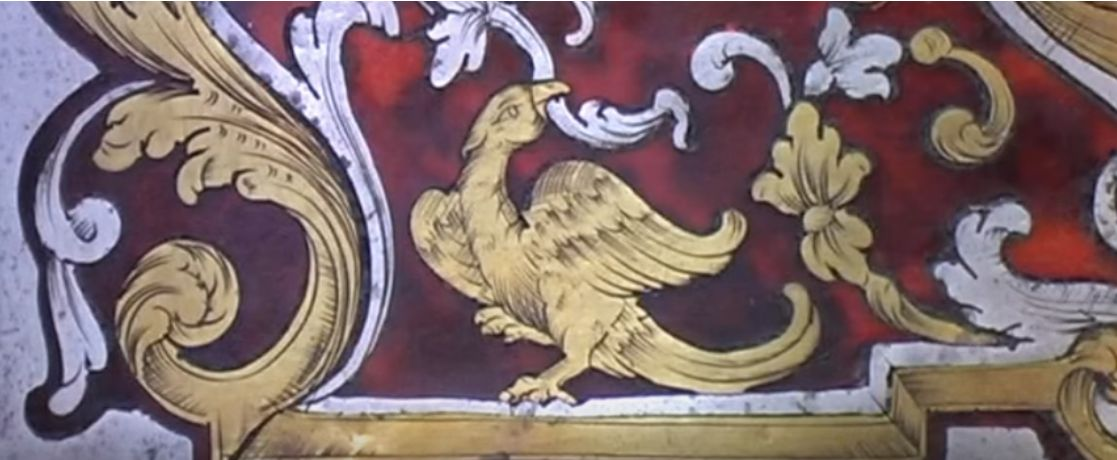
Trabajo de incrustación de André-Charles Boulle usando carey en rojo moteado, metal y peltre.

Ya se han encontrado ejemplos de incrustaciones durante el V milenio a. C. como en el caso de una figurilla de hueso con incrustaciones de lapislázuli en los ojos. A lo largo de la historia del arte han sido frecuentes las incrustaciones en los ojos de las estatuas.
Quizás el ejemplo más famoso de incrustaciones en muebles es el de André-Charles Boulle que debido a su fama dio lugar a denominar una forma de incrustación como Boulle. Derivada y evolucionada de la incrustación producida en Italia de finales del siglo XV en el Studiolo de Federico da Montefeltro en su Palacio Ducal de Urbino, donde las estanterías de trampantojos parecen tener libros, papeles, curiosidades e instrumentos matemáticos, desde una perspectiva engañosa. Un estudio privado similar hecho para él en Gubbio se encuentra ahora en el Museo Metropolitano de Arte.

## Incrustación en madera

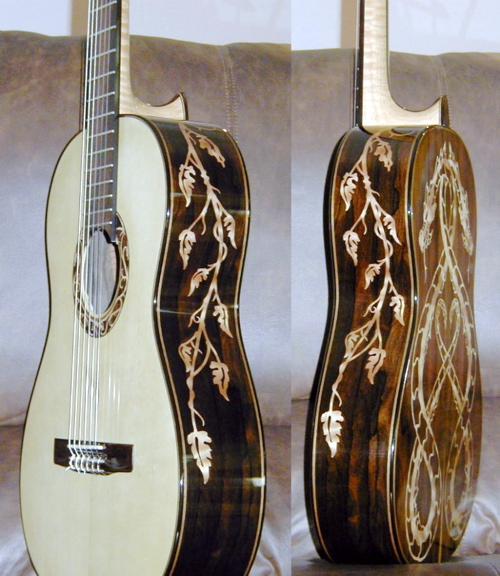
Incrustaciones en el cuerpo de una guitarra.

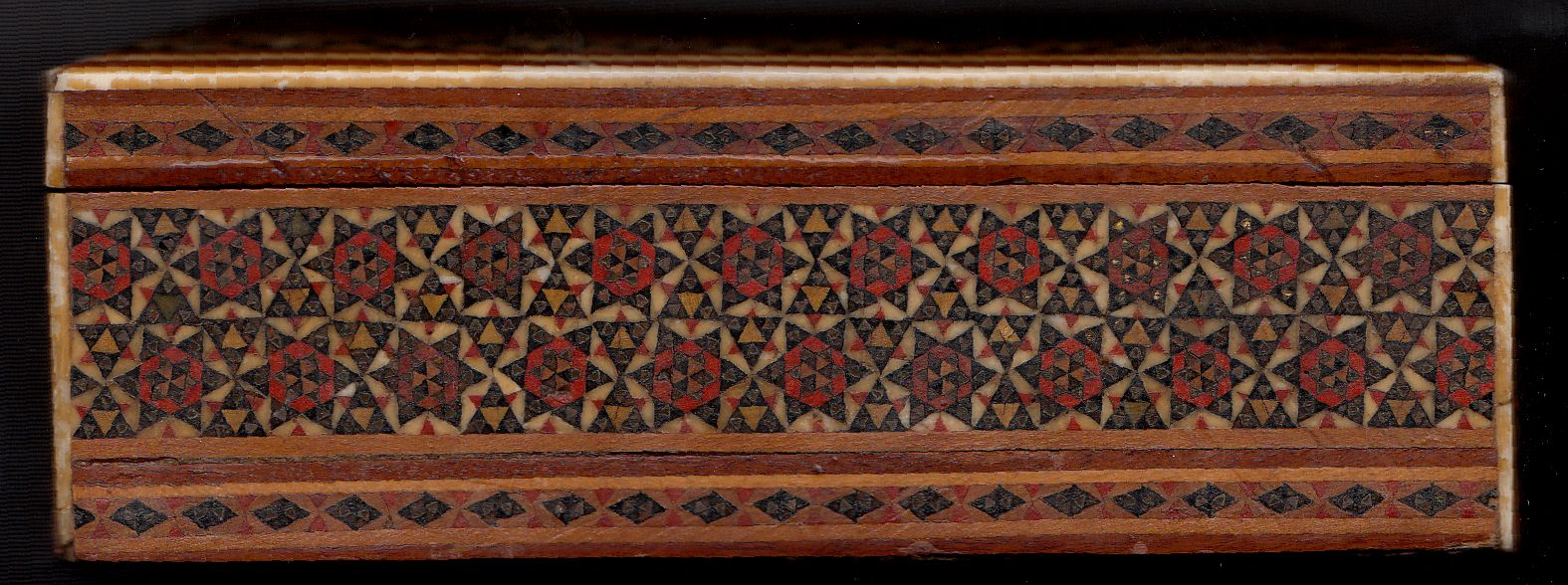
Incrustaciones de (marfil, sándalo rojo y cobre) en un cofre de madera del.

En una base de madera, las incrustaciones más utilizadas habitualmente son las chapas de otra clase de madera, pero también se pueden usar materiales distintos como conchas, nácar, cuerno o marfil. También se usa piedra dura, o piedras de colores incrustadas en mármoles blancos o negros, o incrustaciones de metales preciosos en una matriz de metal base. Los maestros artesanos que fabrican cuchillos personalizados continúan una tradición de antiguas técnicas de incrustación de metales preciosos, además de muchas técnicas nuevas que usan herramientas contemporáneas que también han sido desarrolladas y utilizadas por artesanos renovadores.
La taracea en muebles de madera difiere de la marquetería, una técnica similar que la reemplazó en gran parte de la mueblería europea de alto nivel durante el siglo XVII, en donde la marquetería es un ensamblaje de chapas aplicadas sobre toda la superficie de un objeto, mientras que la incrustación consiste en piezas pequeñas insertadas en el lecho de espacios recortados en el material base, de los cuales la mayoría permanece visible.
También se utilizan incrustaciones como decoración o seña de identidad en instrumentos de cuerda, especialmente en guitarras.

## Incrustación en metal

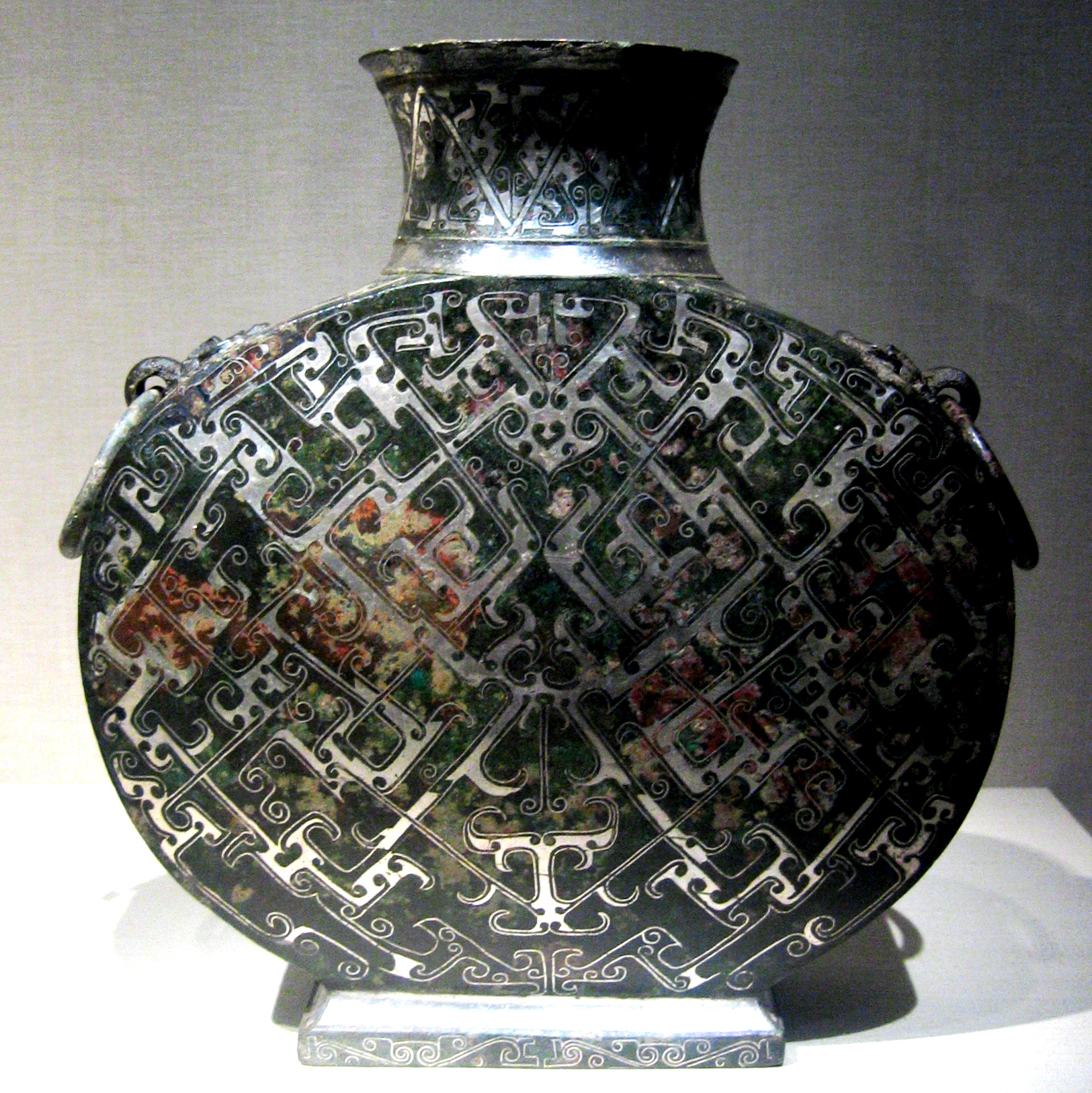
Frasca ceremonial china con incrustaciones de bronce con plata. Período de los Reinos combatientes,.

La historia de la incrustación es muy antigua, pero sigue su evolución junto con las nuevas tecnologías y nuevos materiales que se van descubriendo. La técnica del metal en incrustaciones de metal fue sofisticada y se llevó a cabo ya en la Antigua China como se muestra en diversas vasijas decoradas con metales preciosos, incluido el recipiente cuya imagen se muestra, con incrustaciones de oro y plata del período de los Reinos combatientes (403-221 a. C.).
El ebanista francés Andre-Charles Boulle (1642-1732) se especializó en muebles utilizando incrustaciones de metal y madera o de carey, este último actuando como fondo.
Tras aprender la técnica de la platería de los navajos en 1872, los orfebres zuñis cortaban pequeñas fragmentos de cristales y piedras preciosas, conchas de perlas y corales, para hacer diversos diseños de incrustaciones en una base de plata.

## Incrustación en piedra

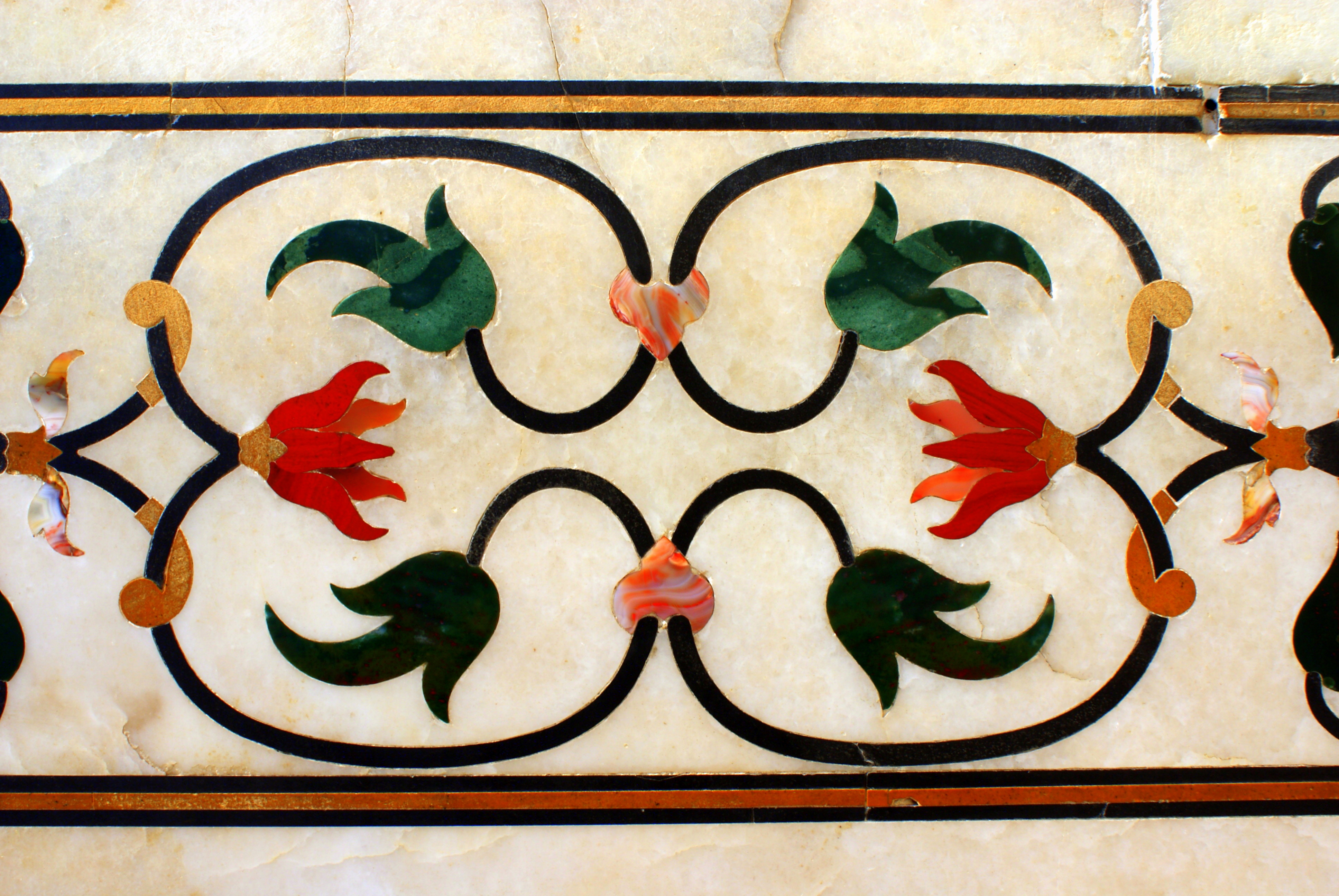
Parchin kara (pietra dura) con piedras semipreciosas en el Taj Mahal.

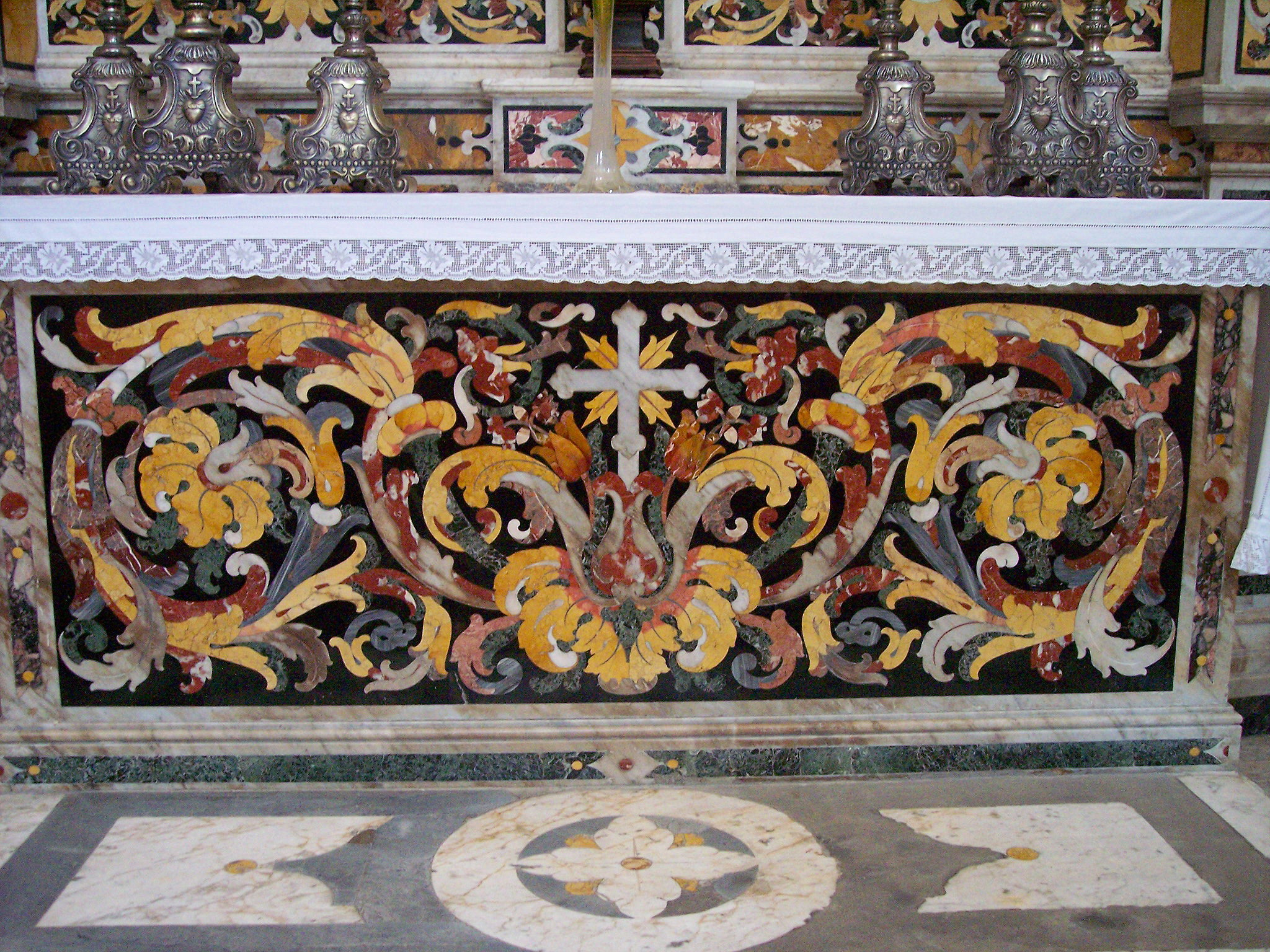
Catedral de la Asunción de la Virgen María con incrustaciones de piedras de diferentes colores en pietra dura.

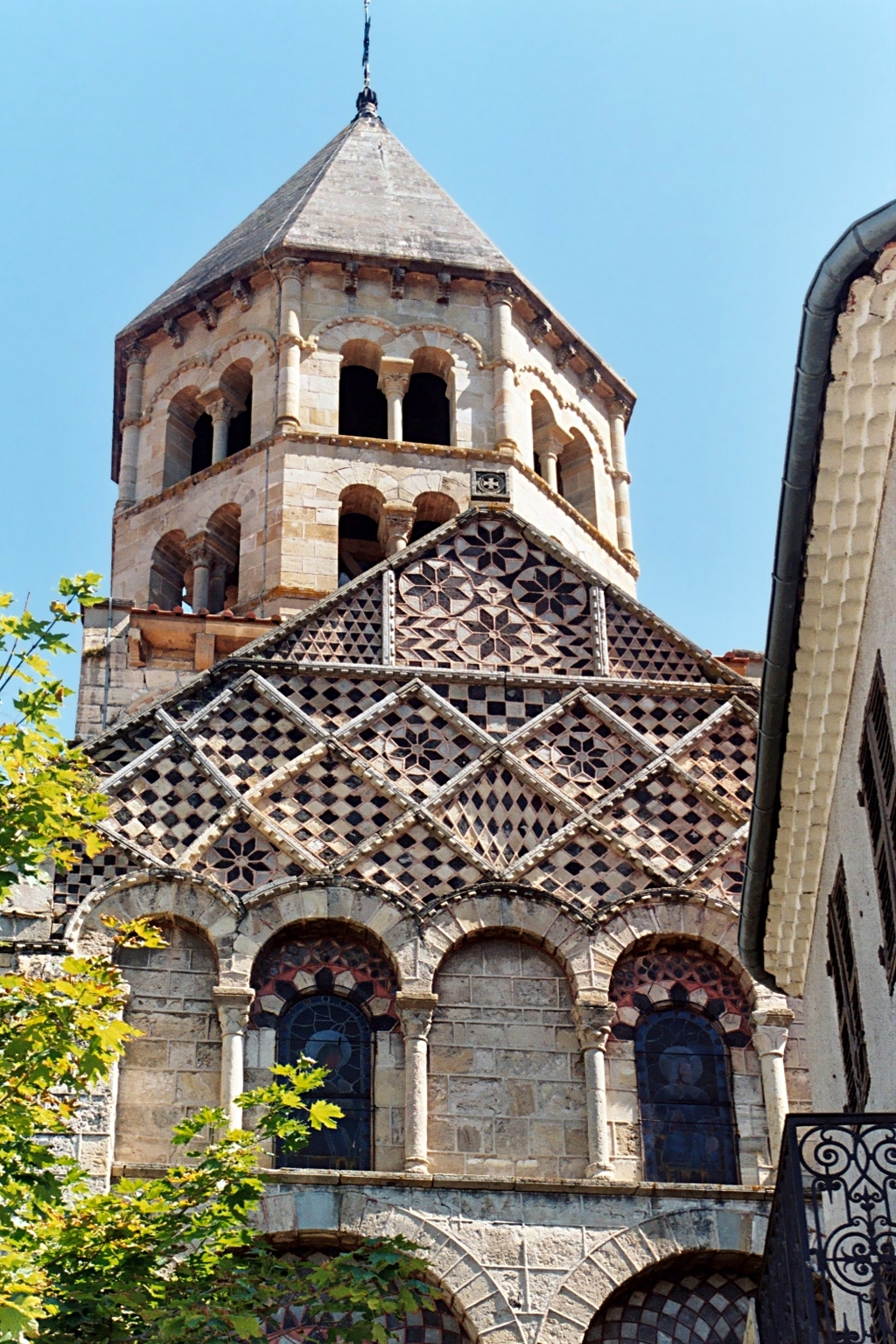
Iglesia de San Julián de Chauriat, románica del decorada geométricamente con incrustaciones de piedras coloreadas.

Pietre dure o piedra dura es el término habitual utilizado para incrustaciones detalladas en colores contrastantes de piedras, incluidos muchos tipos de semipreciosas; parchin kari en su denominación india. La pietra dura se desarrolló a partir del opus sectile romano, que normalmente se utilizaba a mayor escala, especialmente en suelos. El trabajo cosmatesco en paredes y pavimentos, con objetos más pequeños, se desarrolló en una etapa intermedia medieval, que fue la continuación del antiguo opus alexandrinum.
Diferentes restos arqueológicos con incrustaciones nos han llegado a nosotros desde diferentes culturas. En la antigua civilización maya, con materiales diversos incrustados como jade, nácar y ónix en piedra durante la época en que las artes alcanzaron su apogeo, durante los siete siglos que iban aproximadamente de los años 200 al 900.

## Incrustación en edificación

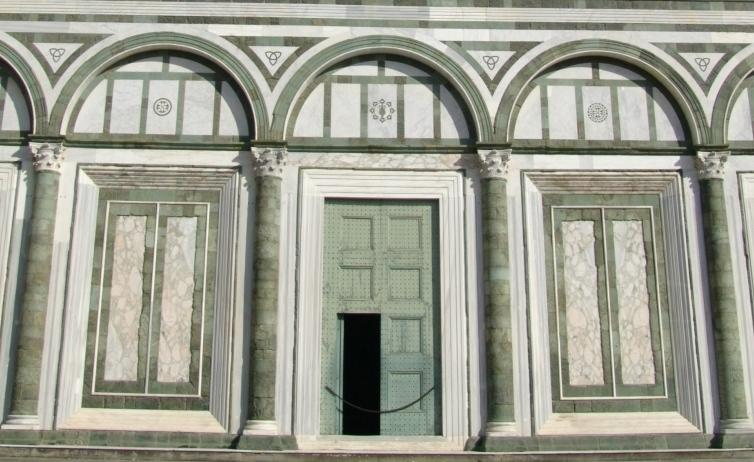
Fachada de la Basílica de San Miniato al Monte con incrustaciones de mármoles multicolores,.

En la edificación, también se entiende por incrustación o chapeado a la decoración consistente en recubrir muros de un material de poca importancia con otro u otros más nobles o valiosos, como podía ser mediante piedras o placas de mármoles de colores.